# Dendrophyllia cladonia
Dendrophyllia cladonia is een rifkoralensoort uit de familie van de Dendrophylliidae. De wetenschappelijke naam van de soort is voor het eerst geldig gepubliceerd in 1927 door van der Horst.